# Linebrok

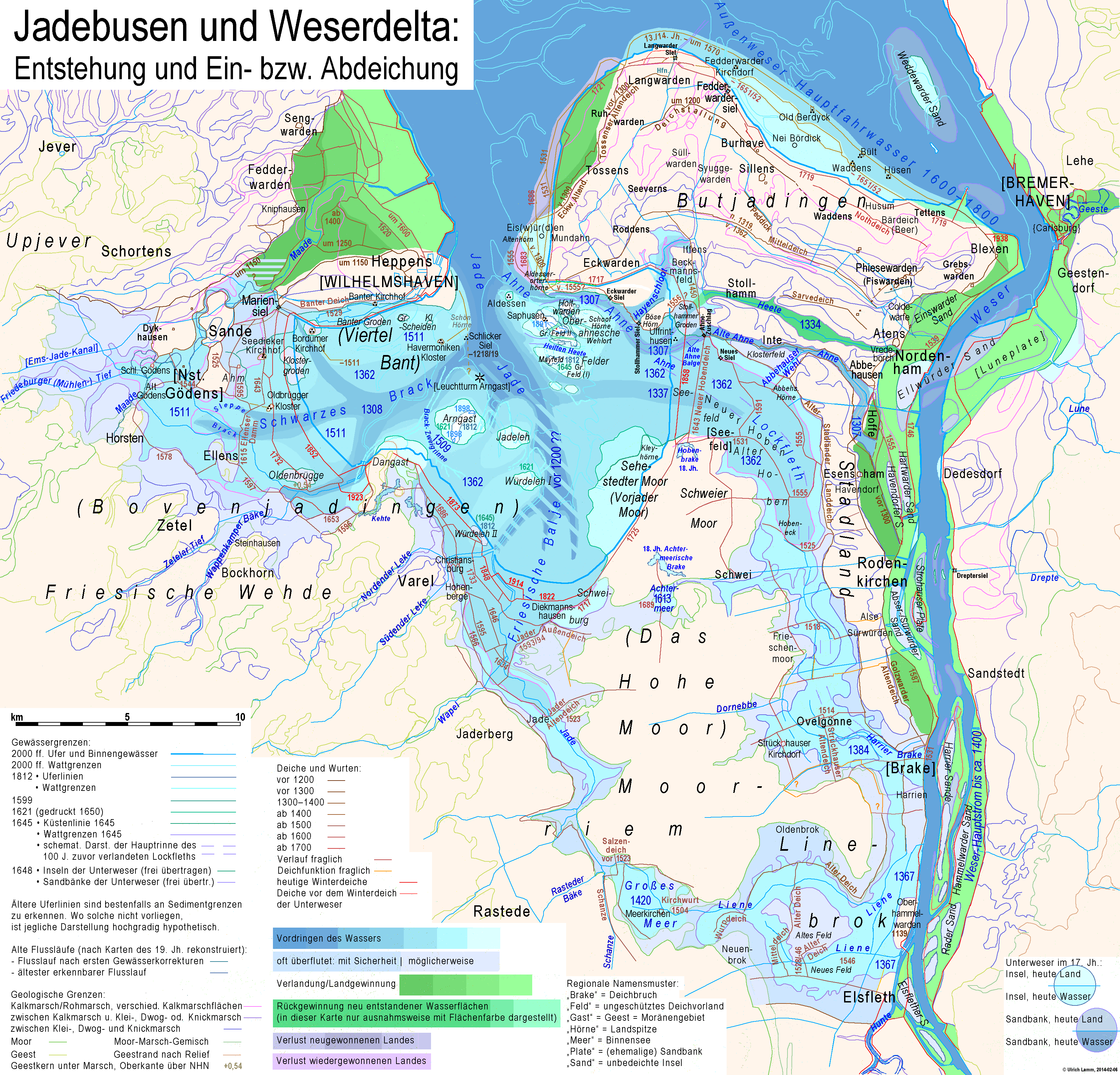
Das Kirchspiel Linebrok lag im Südosten des Weserdeltas

Linebrok ist der Name eines ehemaligen Kirchspiels auf dem Gebiet der heutigen Gemeinde Ovelgönne im  niedersächsischen Landkreis Wesermarsch. Die Landschaft wurde 1062 mit anderen Bruchländereien von König Heinrich IV. dem Bremer Erzbischof Adalbert zum Geschenk gemacht und zwischen 1124 und 1158 von Kloster Rastede erworben. Auf dem Gebiet des Linebrok befand sich im Hochmittelalter eine Burg gleichen Namens.
Das in dem Kirchspiel gelegene gleichnamige Dorf ging während der Zweiten Marcellusflut am 16. Januar 1362 mitsamt der Burg (nicht aber der Kirche, die dem Kirchspiel den Namen gab) in den Fluten der Nordsee unter, indem die Flut das Flüsschen Liene, an dem das Dorf damals lag, zu einem breiten Strom im Weserdelta erweiterte, der die Linebroker Kirche von den Pfarrbereichen Oldenbrok und Neuenbrok des Kirchspiels abschnitt. 1463 wurde die Kirche infolge eines Bruderzwists zwischen den Grafen Gerhard und Moritz von Oldenburg zerstört. Danach wurde das Kirchspiel Linebrok in die Kirchspiele Neuenbrok, Oldenbrok und Großenmeer aufgeteilt. Der Taufstein in der Neuenbroker Kirche soll aus der Linebroker Kirche stammen. Vor der Verbreiterung der Liene galt das Linebrok als Teil der Landschaft Moorriem. 
Heute befindet sich an der Stelle des untergegangenen Dorfes das Areal „Neuenbroker Feld“. Das zwischen Großenmeer und Oldenbrok gelegene Teilstück der Bundesstraße 211, das durch das ehemalige Linebrok verläuft, wird folgerichtig „Linebroker Straße“ genannt.